# Jan Sluijters

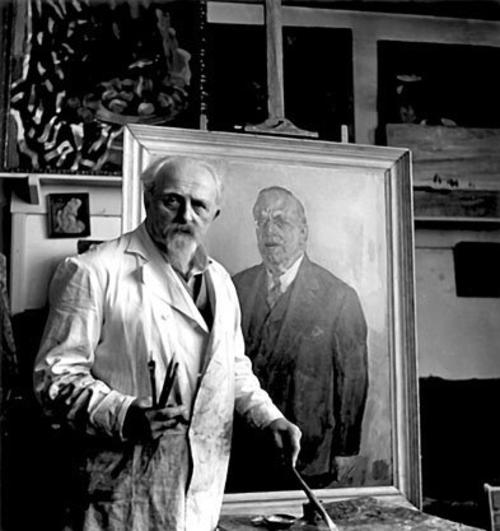
Jan Sluijters, Foto: Emmy Andriesse, zwischen 1945 und 1955

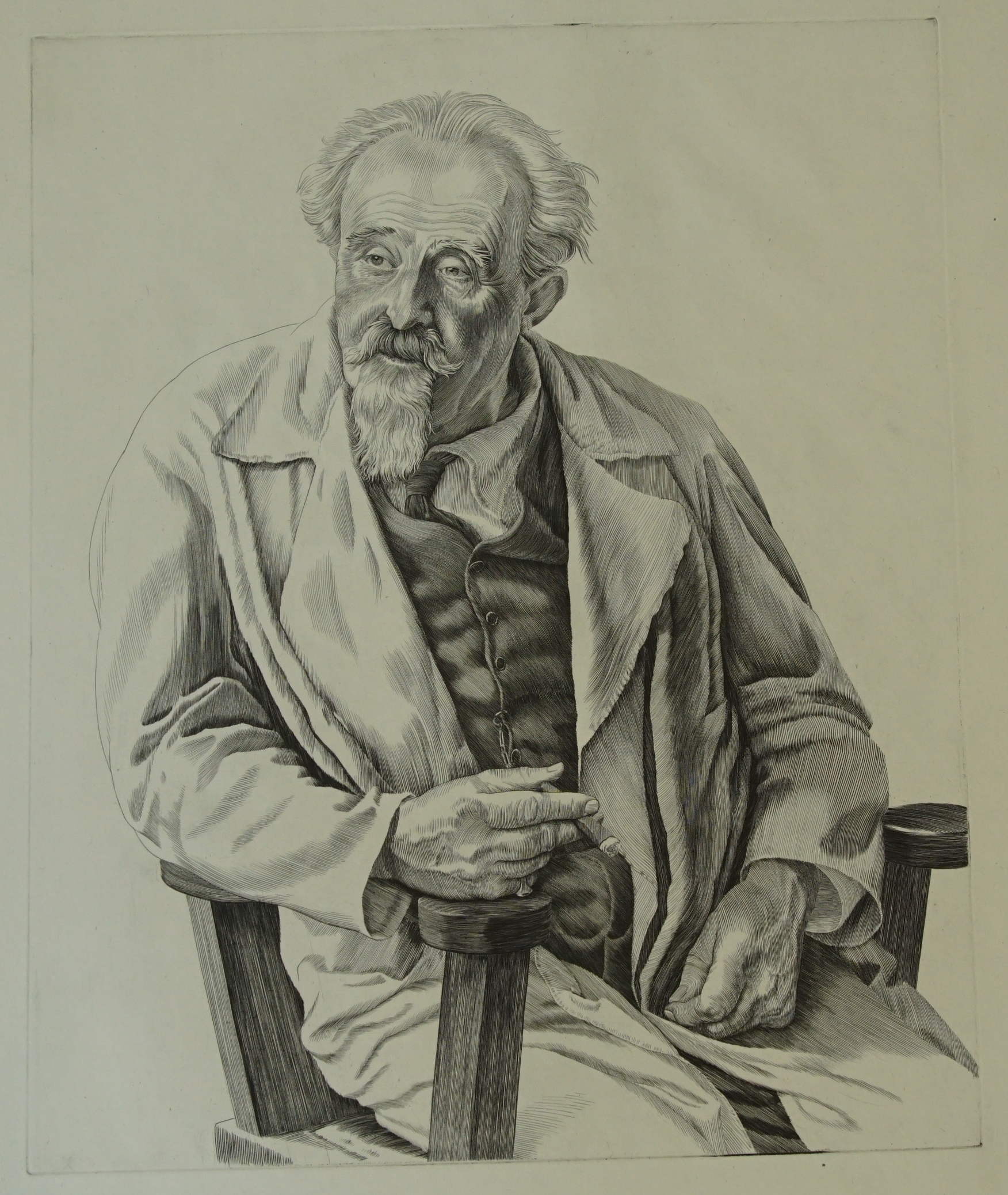
Jan Sluijters, 1958, Porträt Kuno Brinks

Jan Sluijters oder Jan Sluyters (* 17. Dezember 1881 in Herzogenbusch; † 8. Mai 1957 in Amsterdam) war ein niederländischer Maler, Zeichner, Grafiker, Radierer, Lithograf und Illustrator.

## Leben
Jan Sluijters wuchs als Sohn des Grafikers Gijsbertus Antonius Sluijters in Amsterdam auf. Er besuchte  von 1898 bis 1901 zusammen mit seinem Freund und Kollegen Leo Gestel die „Rijksnormaalschool“ und legte 1901 das Zeichenlehrerexamen ab. Er studierte 1901 bis 1903 an der Amsterdamer Kunstakademie, unter anderem bei Nicolaas van der Waay und August Allebé. 1904 heiratete er seine erste Frau Bertha Langerhorst und wurde mit dem niederländischen Prix de Rome ausgezeichnet, der mit einem vierjährigen Reisestipendium verbunden war. Diese Studienreisen führten ihn 1905 über Paris nach Italien, wo er unter anderem Rom, Neapel, Florenz und Venedig besuchte. 1906 reiste er nach Spanien und für mehrere Monate nach Paris, wo er die Société des Artistes Indépendants besuchte. Er übernahm dort den Fauvismus in seinen Malstil und schuf Bilder wie „Die spanische Tänzerin“, was zur Folge hatte, dass die Jury des Rompreises ihm das Jahresgeld strich. Nach seiner Rückkehr nach Amsterdam malte er, weiterhin inspiriert vom Fauvismus, lebhafte, bewegte Cafe- und Tanzszenen in hellen Farben, aber auch die Amsterdamer Fabriken und Sägewerksmühlen. Die Amsterdamer Künstlergesellschaft Arti et Amicitiae und die Künstlervereinigung Kunstenaarsvereniging Sint Lucas lehnten seine Gemälde zunächst ab, erst 1908 konnte er bei der Ausstellung von Sint Lucas im Stedelijk Museum teilnehmen. Weitere Reisen führten ihn 1907 nach Renkum und 1909 nach Heeze. Von 1909 bis 1911 ließ er sich in Laren nieder, danach lebte er in Staphorst. Seine Ehe scheiterte 1910. Drei Jahre danach heiratete er 1913 die Malerin Margaretha Frederika (Greet) van Cooten, die ihm auch Modell stand. Das Paar bekam drei Kinder, Louise Brinks-Sluijters, Rob Sluijters und Jan Sluijters der Jüngere. 1913 nahm er mit drei Bildern am Ersten Deutschen Herbstsalon in Berlin teil.
Sluijters war Mitglied in zahlreichen Künstlervereinigungen. Ab 1903 gehörte er der Amsterdamer Künstlergesellschaft Arti et Amicitiae an mit Stimmberechtigung ab 1920, ab 1910 dem Brüsseler Salon Doe stil voort, 1910 bis 1913 dem Moderne Kunstkring, zu dessen Gründungsmitgliedern er neben Jan Toorop und Piet Mondrian gehörte, und ab 1917 war er Mitglied im Künstlerverein Pulchri Studio in Den Haag. Außerdem war er von 1918 bis 1920 Mitglied von De Branding in Rotterdam, 1919 bei d' Orkaan und ab den 1920er Jahren bei De Onafhankelijken (Die Unabhängigen) in Amsterdam. 1929 war er Jurymitglied bei der Auswahl der ersten Miss Holland. 1946 wurde er Mitglied der Académie royale des Sciences, des Lettres et des Beaux-Arts de Belgique (Classe des Beaux-Arts).
Für sein künstlerisches Wirken wurde er 1914 mit dem Willink van Collenprijs ausgezeichnet, 1919 mit der Goldmedaille der Arti et Amicitiae. 1933 erhielt er den Orden von Oranien-Nassau und 1939 wurde er mit dem Ehrenpfennig und 1951 mit der Goldmedaille der Stadt Amsterdam ausgezeichnet. 1952 wurde ihm für seine Verdienste um die Niederlande der Orden vom Niederländischen Löwen verliehen.

## Werk

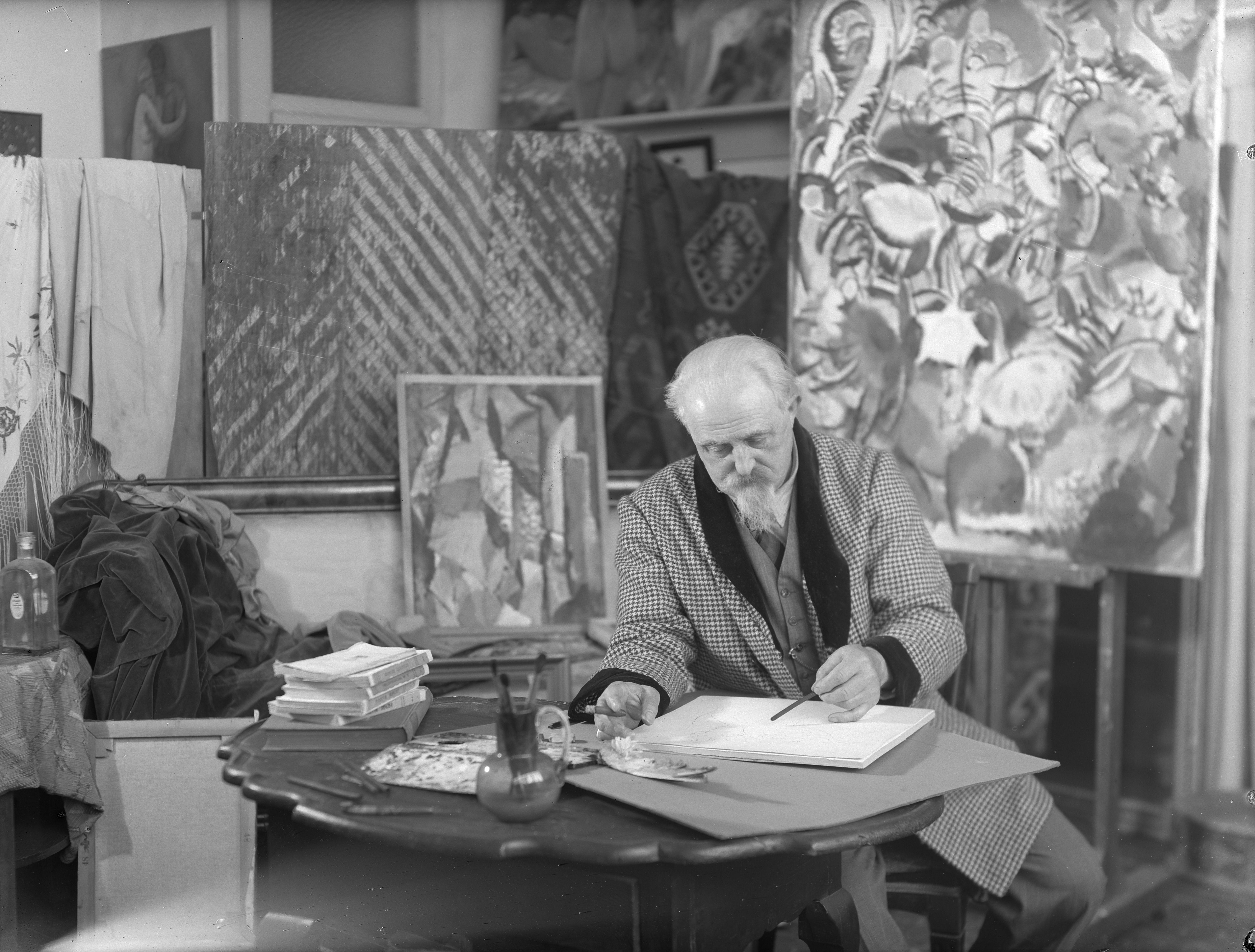
Jan Sluijters in seinem Atelier

Zusammen mit Piet Mondrian und Leo Gestel gehörte er zum wichtigsten Vertreter des Amsterdamer Luminismus. Sein Stil entwickelte sich vom Symbolismus über die Art Nouveau; nach seinen Parisreisen war er beeinflusst vom Kubismus und Futurismus. Er spielte eine bedeutende Rolle auf dem Weg der niederländischen Malerei in die Moderne und inspirierte andere Maler wie Piet Mondrian und Leo Gestel. Nach dem Ersten Weltkrieg kehrte er zu realistischeren Darstellungen zurück.
Sluijters malte einige Landschaften, aber vor allem Frauenporträts, oft als Akt. Diese waren damals nicht unumstritten, zumal er auch schwarze Frauen malte. Darüber hinaus schuf er einige Kinderporträts, entwarf Werbeplakate, Briefmarken und Schulwandbilder und bis in die 1930er Jahre Bucheinbände, wobei er als Monogramm ein in sich verschlungenes „JS“ verwendete. Sluijters lieferte auch Illustrationen für verschiedene Zeitschriften, etwa 1898 bis 1900 für die Zeitschrift  Geïllustreerd Politie Nieuws, zwischen 1915 und 1919 77 politische Karikaturen für die Wochenzeitung De Nieuwe Amsterdammer und zwischen 1918 und 1923 drei Umschlaggestaltungen für die Zeitschrift Wendingen.
Viele seiner Werke sind im Noordbrabants Museum in ’s-Hertogenbosch zu sehen. Weitere Gemälde befinden sich unter anderem im Singer Laren, im Stedelijk Museum Schiedam und Stedelijk Museum Amsterdam, im Museum Boijmans Van Beuningen, im Kunstmuseum Den Haag, im Rijksmuseum Amsterdam und im Dordrechts Museum.

## Ausstellungen (Auswahl)
- 1908: Beteiligung an der Ausstellung der Kunstenaarsvereniging Sint Lucas
- 1909: Beteiligung an der Ausstellung der „Kunstenaarsvereniging Sint Lucas“
- 1910: Beteiligung an der Ausstellung der „Kunstenaarsvereniging Sint Lucas“
- 1911: Beteiligung an der Ausstellung der „Kunstenaarsvereniging Sint Lucas“
- 1913: Teilnahme am Ersten Deutschen Herbstsalon, Berlin[5]
- 1913: Beteiligung an der Ausstellung des „Moderne Kunstkring“ im Stedelijk Museum, Amsterdam
- 1914: Beteiligung an der Ausstellung der „Kunstenaarsvereniging Sint Lucas“[2]
- 1926: Biennale di Venezia
- 1927: Einzelausstellung im Stedelijk Museum in Amsterdam
- 1928: Biennale di Venezia
- 1930: Biennale di Venezia
- 1931: Einzelausstellung im Stedelijk Museum in Amsterdam
- 1934: Biennale di Venezia
- 1937: Weltfachausstellung Paris 1937
- 1941: Einzelausstellung im Stedelijk Museum in Amsterdam
- 1941: Kunstmuseum Den Haag
- 1942: Kunstmuseum Den Haag
- 1943: Kunsthaus Kremers in Amsterdam
- 1949: Stedelijk Museum Schiedam
- 1949: Einzelausstellung im Stedelijk Museum in Amsterdam
- 1950: Biennale di Venezia

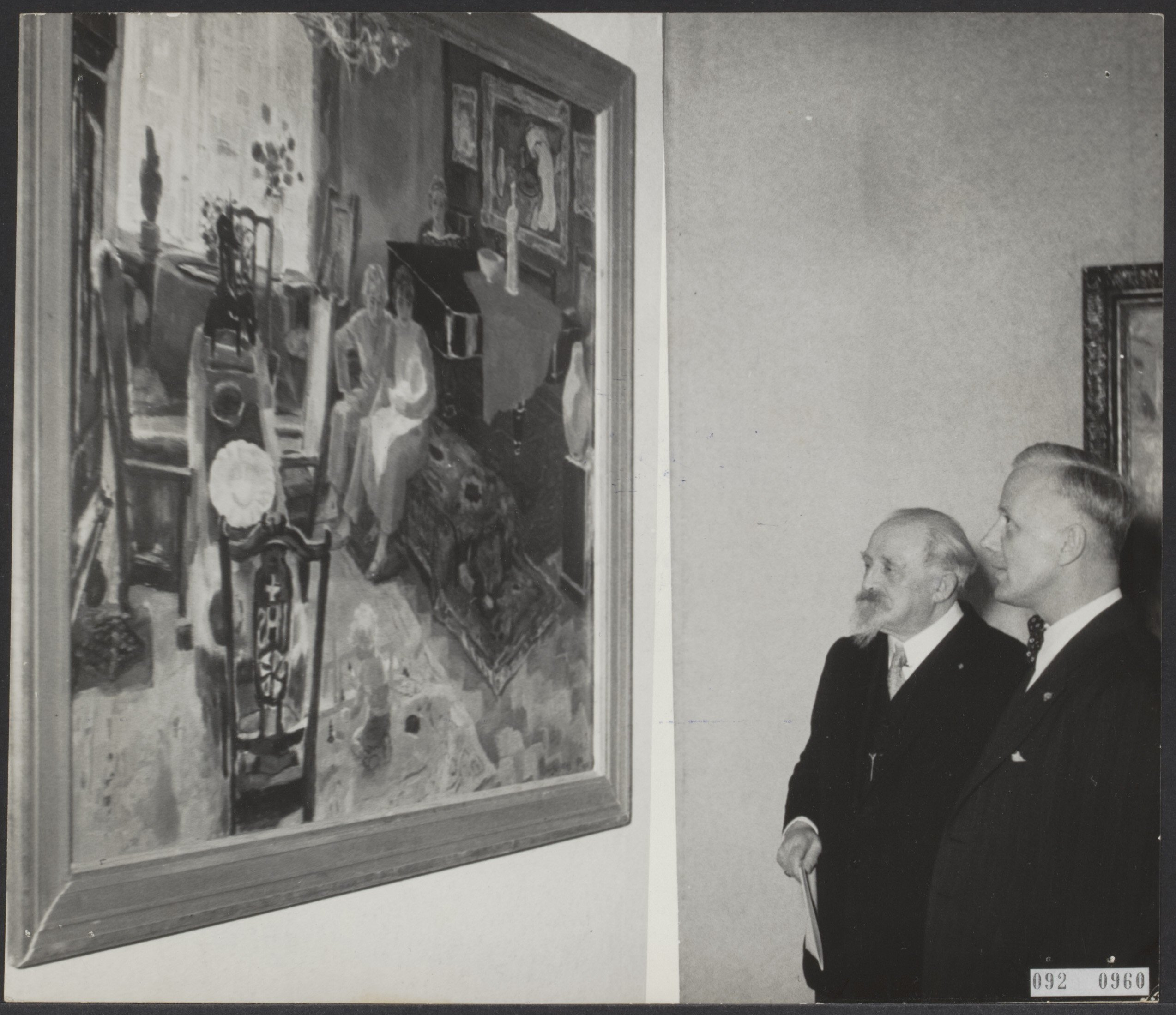
Retrospektive zum 70. Geburtstag, Stedelijk Museum Amsterdam 1951, Jan Sluijters und Arnold J. d'Ailly

- 1951: Retrospektive anlässlich Sluijters 70. Geburtstag, Stedelijk Museum Amsterdam
- 1951: Museum De Lakenhal in Leiden
- 1952: Van Abbemuseum in Eindhoven
- 1954: Musée National d’Art Moderne in Paris
- 1957: Einzelausstellung im Stedelijk Museum in Amsterdam
- 1957: Princessehof in Leeuwarden
- 1958: Noordbrabants Museum in 's-Hertogenbosch
- 1966: Singer Laren
- 1967: Singer Laren
- 1972: Noordbrabants Museum in 's-Hertogenbosch
- 1981: Noordbrabants Museum in 's-Hertogenbosch
- 1982: Noordbrabants Museum in 's-Hertogenbosch
- 1991: Noordbrabants Museum in 's-Hertogenbosch
- 1999: Singer Laren
- 2010: Marie Tak van Poortvliet Museum in Domburg[1][4]
- 2019: Museum Ostwall, Dortmund: Ein Gefühl von Sommer ... : niederländische Moderne aus der Sammlung Singer Laren
- 2023: Museum Barberini, Potsdam: Wolken und Licht. Impressionismus in Holland